# 孔熙容
孔 熙容 （コン・ヒヨン、英語: Kong Hee-yong、朝鮮語: 공희용、1996年12月11日 - ）は、大韓民国の女子バドミントン選手。

## 経歴
2014年のアジアジュニア選手権では、混合ダブルスと混合団体でそれぞれ銀メダルを獲得した。
2018年のアジア選手権では、準決勝で松友美佐紀 / 髙橋礼華に敗れ銅メダルを獲得した。
2020年東京オリンピックでは、3位決定戦で同胞の李昭希 / 申昇瓚をストレートで下して見事オリンピック銅メダルを獲得した。